# 鄭簡公
鄭簡公（？—前530年），姬姓，名嘉，為春秋諸侯國鄭國君主之一，鄭公之子，是鄭國第十七任君主，在位36年。
宗室子駟因與鄭公結怨，暗殺釐公，以簡公繼位，是年为郑简公嘉元年（前565年）。
前530年，郑简公去世。